# Primstalbahn
| Strecke (außer Betrieb)                                                       |      | Hochwaldbahn von Trier                          | Hochwaldbahn von Trier                          |
| Bahnhof (Strecke außer Betrieb)                                               | 45,6 | Nonnweiler                                      | Nonnweiler                                      |
| Strecke mit Straßenbrücke (Strecke außer Betrieb)                             |      | A 1                                             | A 1                                             |
| Abzweig geradeaus, nach links und von links (Strecke außer Betrieb)           |      | Hochwaldbahn nach Türkismühle                   | Hochwaldbahn nach Türkismühle                   |
| Haltepunkt / Haltestelle (Strecke außer Betrieb)                              | 51,3 | Mariahütte Werk 1951 –                          | Mariahütte Werk 1951 –                          |
| Bahnhof (Strecke außer Betrieb)                                               | 49,9 | Mariahütte (zuletzt Anst)                       | Mariahütte (zuletzt Anst)                       |
| Haltepunkt / Haltestelle (Strecke außer Betrieb)                              | 48,8 | Kastel                                          | Kastel                                          |
| Bahnhof (Strecke außer Betrieb)                                               | 45,6 | Primstal                                        | Primstal                                        |
| Brücke über Wasserlauf (Strecke außer Betrieb)                                |      | Prims                                           | Prims                                           |
| Bahnhof (Strecke außer Betrieb)                                               | 42,2 | Krettnich                                       | Krettnich                                       |
| Brücke über Wasserlauf (Strecke außer Betrieb)                                |      | Löster                                          | Löster                                          |
| Bahnhof (Strecke außer Betrieb)                                               | 38,9 | Wadern                                          | Wadern                                          |
| Brücke über Wasserlauf (Strecke außer Betrieb)                                |      | Prims                                           | Prims                                           |
| Bahnhof (Strecke außer Betrieb)                                               | 34,8 | Büschfeld                                       | Büschfeld                                       |
| Abzweig geradeaus und nach rechts (Strecke außer Betrieb)                     |      | ehem. Strecke nach Merzig                       | ehem. Strecke nach Merzig                       |
| Grenze (Strecke außer Betrieb)                                                |      | ehem. Grenze Saargebiet (1920–1935)             | ehem. Grenze Saargebiet (1920–1935)             |
|                                                                               |      | heutiges Anschlussgleis                         |                                                 |
| ehemaliger Bahnhof                                                            | 31,6 | Limbach (Kr. Saarlouis)                         | Limbach (Kr. Saarlouis)                         |
| ehemaliger Bahnhof                                                            | 23,6 | Michelbach (Saar)                               | Michelbach (Saar)                               |
| ehemaliger Bahnhof                                                            | 25,8 | Schmelz                                         | Schmelz                                         |
| ehemaliger Bahnhof                                                            | 23,3 | Primsweiler                                     | Primsweiler                                     |
| Abzweig geradeaus, nach rechts und ehemals von rechts (Strecke außer Betrieb) |      | Primsweiler Abzw (s. u.)                        | Primsweiler Abzw (s. u.)                        |
|                                                                               | 19,5 | heutiger Streckenanfang                         | heutiger Streckenanfang                         |
| Haltepunkt / Haltestelle                                                      | 18,6 | Lebach-Jabach                                   | Lebach-Jabach                                   |
| Bahnhof                                                                       | 17,4 | Lebach                                          | 219 m                                           |
| Abzweig geradeaus, nach rechts und ehemals von rechts                         |      | Köllertalbahn von/nach Völklingen               | Köllertalbahn von/nach Völklingen               |
| Haltepunkt / Haltestelle                                                      | 14,1 | Bubach                                          | Bubach                                          |
| Bahnhof                                                                       | 12,6 | Eppelborn                                       | 232 m                                           |
| Strecke mit Straßenbrücke                                                     |      | A 1                                             | A 1                                             |
| Haltepunkt / Haltestelle                                                      | 8,8  | Dirmingen                                       | 246 m                                           |
| Haltepunkt / Haltestelle                                                      | 6,2  | Wustweiler                                      | Wustweiler                                      |
| Bahnhof                                                                       | 3,1  | Illingen (Saar)                                 | Illingen (Saar)                                 |
| Haltepunkt / Haltestelle                                                      | 2,3  | Gennweiler (seit 2004)                          | Gennweiler (seit 2004)                          |
| Blockstelle                                                                   | 0,8  | Wemmetsweiler Kurve Einmündung (Abzw)           | Wemmetsweiler Kurve Einmündung (Abzw)           |
| Abzweig geradeaus, nach rechts und von rechts                                 |      | Fischbachtalbahn von/nach Saarbrücken           | Fischbachtalbahn von/nach Saarbrücken           |
| Dienststation / Betriebs- oder Güterbahnhof                                   | 0,0  | Wemmetsweiler                                   | 312 m                                           |
| Strecke                                                                       |      | Fischbachtalbahn nach Neunkirchen (und Homburg) | Fischbachtalbahn nach Neunkirchen (und Homburg) |

| Strecke                                                       |      | Saarstrecke von Trier               | Saarstrecke von Trier               |
| Bahnhof                                                       | 0,0  | Dillingen (Saar)                    | Dillingen (Saar)                    |
| Abzweig geradeaus und nach links                              |      | zur Dillinger Hütte                 | zur Dillinger Hütte                 |
| Abzweig geradeaus und nach rechts                             |      | Strecke nach Saarbrücken            | Strecke nach Saarbrücken            |
| Brücke über Wasserlauf                                        |      | Prims                               | Prims                               |
| Abzweig geradeaus und von rechts                              |      | Strecke von Saarbrücken             | Strecke von Saarbrücken             |
| Blockstelle                                                   | 1,3  | Dillingen (Saar) Ost (Abzw)         | Dillingen (Saar) Ost (Abzw)         |
| Abzweig geradeaus und von rechts                              |      | von Dillingen (Saar) Zentralkokerei | von Dillingen (Saar) Zentralkokerei |
| Blockstelle                                                   | 2,7  | Dillingen (Saar) Abzw Ford W 211    | Dillingen (Saar) Abzw Ford W 211    |
| Abzweig geradeaus und nach links                              |      | nach Dillingen (Saar) Hochofen      | nach Dillingen (Saar) Hochofen      |
| Blockstelle                                                   | 3,4  | Dillingen (Saar) Abzw Ford W 221    | Dillingen (Saar) Abzw Ford W 221    |
| Abzweig geradeaus und nach rechts                             |      | diverse Anschlussstrecken           | diverse Anschlussstrecken           |
| Blockstelle                                                   | 4,1  | Dillingen RWE                       | Dillingen RWE                       |
| ehemaliger Bahnhof                                            | 4,5  | Saarwellingen/Nalbach               | Saarwellingen/Nalbach               |
| ehemaliger Haltepunkt / Haltestelle                           | 9,0  | Körprich                            | Körprich                            |
| Abzweig geradeaus, ehemals nach rechts und ehemals von rechts |      | Primsweiler Abzw (s. o.)            | Primsweiler Abzw (s. o.)            |
| ehemaliger Bahnhof                                            | 12,8 | Primsweiler                         | Primsweiler                         |
| Strecke                                                       |      | heutiges Anschlussgleis (s. o.)     | heutiges Anschlussgleis (s. o.)     |
|                                                               |      |                                     |                                     |
| Quellen:                                                      |      |                                     |                                     |

Die Primstalbahn ist eine ehemalige Eisenbahnstrecke, die zwischen Nonnweiler und Primsweiler (Schmelz) in Nord-Süd-Richtung entlang des Oberlaufes der Prims verlief, von dort nach Osten abbog und über Lebach nach Neunkirchen (Saar) führte. Der Abschnitt Lebach–Neunkirchen (Saar) wird heute noch bedient.

## Geschichte
Am 10. Mai 1890 wurde durch ein preußisches Gesetz der Bau der Strecke Hermeskeil–Nonnweiler–Wemmetsweiler beschlossen. Aber erst vier Jahre später, am 15. April 1894, begannen in Hermeskeil die Bauarbeiten. Durch den gleichzeitigen Bau der gesamten Strecke war der einheimische Arbeitsmarkt bald erschöpft, so dass ausländische Arbeitskräfte aus Italien und dem Balkan eingesetzt werden mussten. Am 15. Mai 1897 wurde der Streckenabschnitt von Wemmetsweiler nach Lebach in Betrieb genommen. Noch im selben Jahr wurde dann am 10. Dezember der Verkehr für die restlichen 35,6 Kilometer bis Nonnweiler freigegeben. Der Abschnitt Nonnweiler–Hermeskeil wurde von Trier aus kilometriert und so der Bahnstrecke Trier–Türkismühle zugeordnet.
Die Strecke diente von Anfang an dazu, Arbeitskräfte aus den dünn besiedelten nördlichen Gebieten des Saarlandes in die Saarregion zu führen. Zum Winterfahrplan 1922/23 fiel die (alte) 2. Klasse bei allen Zügen weg. Sie führten nur noch die 3. und 4. Klasse.
In Primsweiler zweigt eine Stichstrecke Richtung Westen nach Dillingen (Saar), in Lebach nach Völklingen und in Wemmetsweiler nach Süden in Richtung Saarbrücken ab. Heute verkehren die Züge von Lebach-Jabach über die 2006 neu gebaute Wemmetsweiler Kurve und die Fischbachtalbahn nach Saarbrücken Hauptbahnhof. Am neuen Eisenbahnknotenpunkt Illingen besteht Anschluss zur Regionalbahn RB 74 nach Homburg (Saar) Hauptbahnhof.
Im Sommerfahrplan 1953 verkehrten im Abschnitt Wadern–Nonnweiler 10 werktägliche Personenzug-Paare, deren Fahrzeiten auf den Schichtwechsel der saarländischen Gruben, insbesondere der Grube Camphausen, abgestimmt waren. Auf diesem Abschnitt wurde der Personenverkehr am 3. Oktober 1959 eingestellt. Der Güterverkehr folgte am 30. April 1968. Der Personenverkehr zwischen Wadern und Lebach sowie zwischen Dillingen und Wadern wurde am 30. Mai 1980 eingestellt. Danach gab es noch regelmäßigen Güterverkehr nach Wadern bis zum 30. Mai 1992. Nach diesem Zeitpunkt wurden die Basaltwerke in Michelbach und die stahlverarbeitende Firma Meiser in Limbach über den Anschluss Dillingen angefahren. Zum 1. Januar 2005 wurde das Anschlussgleis an die Firma Meiser verkauft. Die Bedienung hat die Bahngesellschaft der Dillinger Hütte übernommen.
Der Güterverkehr zwischen Primsweiler und Lebach-Jabach endete am 31. Dezember 1987. Von Nonnweiler aus wurde Mariahütte bis 1999 im Güterverkehr bedient.
Der Streckenabbau zwischen Mariahütte und Wadern erfolgte im November 1968. Mit abgebaut wurde die Verbindungskurve von Mariahütte nach Türkismühle. Auf einem Teil der ehemaligen Trasse zwischen Primstal und Mariahütte verläuft heute die Bundesautobahn 1. Die Bahnhofsgebäude von Kastel, Primstal und Krettnich wurden abgerissen. Die Streckengleise zwischen Wadern und Büschfeld wurden nach dem 30. November 1993 abgebaut. Anfang 2013 beantragte die DB Netz die Freistellung von Bahnbetriebszwecken des Abschnitts von Kilometer 31,950 (etwa Bahnhofstraße 18, Limbach) bis Kilometer 49,986 (etwas südlich der Landesstraße 329 bei Kastel).
Die Strecke zwischen Primsweiler und Schmelz-Limbach wurde 2005 von dem Unternehmen Meiser in Schmelz gekauft und wird seitdem als Anschlussbahn betrieben. Hier gibt es werktäglich Güterverkehr.
Seit dem 5. Oktober 2014 fährt die Saarbahn über den vorherigen Endpunkt Heusweiler Markt hinaus über die Köllertalbahn nach Lebach. In der Hauptverkehrszeit verkehren die Fahrten über die Primstalbahn weiter bis Lebach-Jabach. Dazu wurde der Bahnhof Lebach und der Abschnitt nach Jabach mit 750 Volt Gleichspannung elektrifiziert.

## Streckenbeschreibung

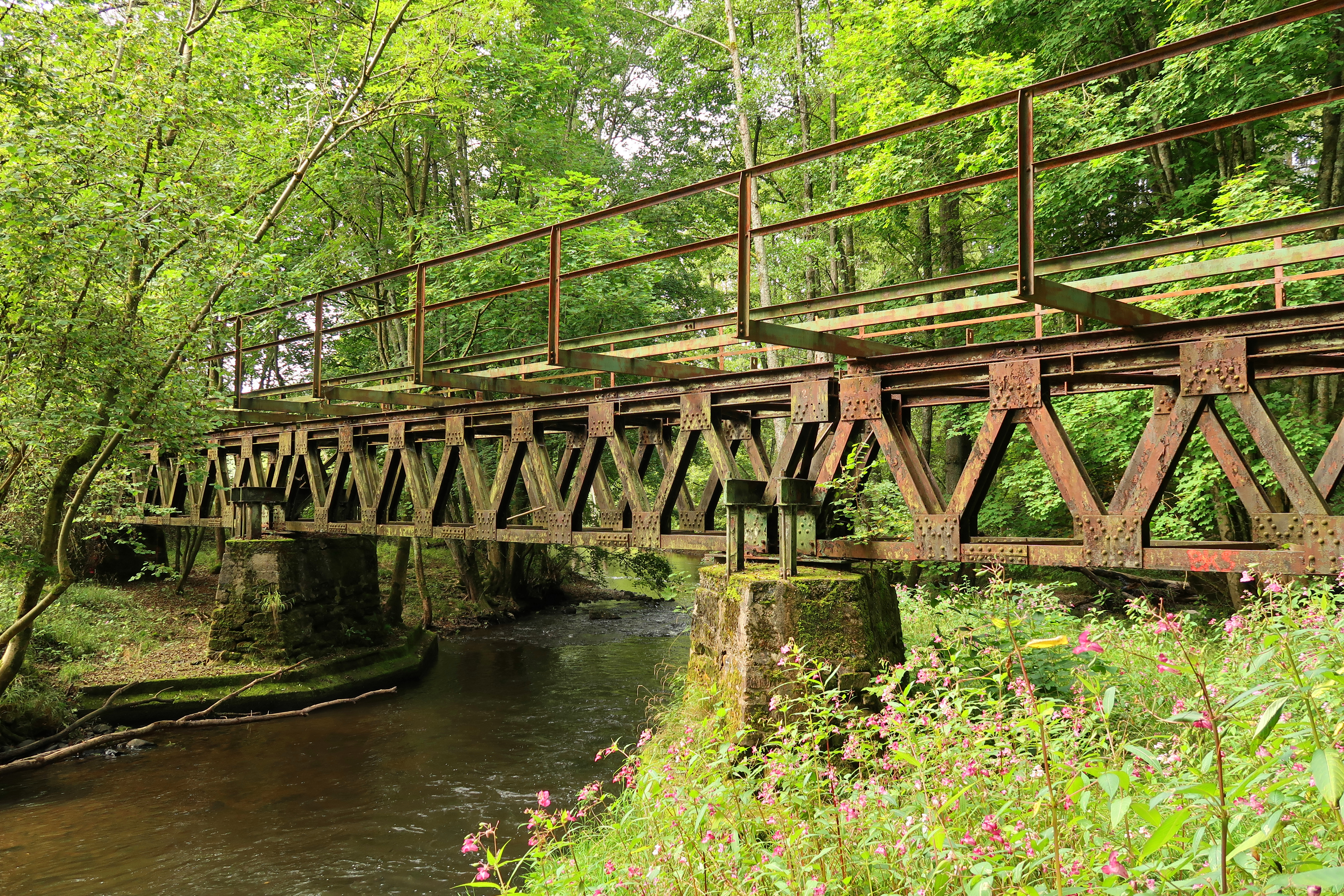
Primsbücke bei Wadern-Dagstuhl

Im eigentlichen Sprachgebrauch beschreibt die Primstalbahn immer nur die Strecke zwischen Nonnweiler und Dillingen, die schließlich immer entlang der Prims führt, „streckentechnisch“ führt die Eisenbahnlinie aber wie oben beschrieben von Nonnweiler nach Neunkirchen (Saar). So hat es über die Jahrzehnte diverse „Direktverbindungen“ gegeben, so zum Beispiel von Saarbrücken über die linke Saarseite (Fürstenhausen) – Völklingen bis Primsweiler und zurück.
Die Fahrzeit für die Gesamtverbindung mit der Länge von 61 Kilometern lag vor dem Zweiten Weltkrieg bei etwas über 120 Minuten. Dies ist durch die lange Aufenthaltsdauer in den Bahnhöfen zu erklären und natürlich damit, dass Züge auf dieser eingleisigen Strecke an entsprechenden Bahnhöfen auf Gegenzüge warten mussten. Die Verbindung Dillingen – Primsweiler hatte im Kursbuch 1944 die Nummer 265g. In ihrer gesamten Geschichte verkehrten auf allen hier beschriebenen Teilen immer nur Personenzüge der zweiten und dritten Klasse sowie Güterzüge.
In Nonnweiler bestand Anschluss an die Hochwaldbahn nach Trier und Türkismühle sowie mit der Hunsrückquerbahn nach Langenlonsheim (Nahe).
Heute ist Lebach-Jabach der Endpunkt der Bahnlinie. Die Verbindung nach Nonnweiler ist durch die Bundesautobahn 1 unterbrochen und der alte Bahndamm beginnt erst wieder hinter dem Ort Kastel.
Die Gleise ab dem Bahnhof Nonnweiler bis zum Bahnhof Kastel wurden Anfang 2021 demontiert. Der Bahnübergang in Braunshausen in der Kastelerstrasse wurde jedoch nicht entfernt, ebenso die Schienen des Stichgleis zur Firma Diehl. Dieser Bahnübergang wurde bereits 2011 mit der Sanierung der L 147 entfernt.
Der Streckenabschnitt zwischen Wemmetsweiler und Illingen wurde im Jahr 2004 teilweise zweigleisig ausgebaut, wobei ein Streckengleis elektrifiziert wurde.
Am 30. November 2009 wurde auf dem Streckenabschnitt Wemmetsweiler – Lebach das ESTW Wemmetsweiler in Betrieb genommen.

## Betrieb
Seit den 1990er Jahren setzte der Anbieter DB Regio auf der Linie Saarbrücken – Lebach Dieseltriebwagen der Baureihe 628 ein. Vor dem Bau der Wemmetsweiler Kurve 2004 mussten diese Züge im Bahnhof Wemmetsweiler die Fahrrichtung wechseln, um in Richtung Lebach zu gelangen. Mit dem Bau der Wemmetsweiler Kurve wurde der Bahnhof Wemmetsweiler aufgegeben und ein ortsnaher Haltepunkt Wemmetsweiler Rathaus eröffnet. Die Fahrzeit zwischen Saarbrücken und Lebach konnte durch die neue Verbindungskurve um fünf Minuten reduziert werden. Zusätzlich wurde der Bahnhof Illingen umgestaltet, sodass dort die Linie aus Homburg wenden kann und einen bequemen Anschluss auf die Züge nach Lebach besitzt. Auf dieser Linie werden seit dem Jahr 2000 elektrische Triebwagen der Baureihe 426 und der Baureihe 425 eingesetzt.

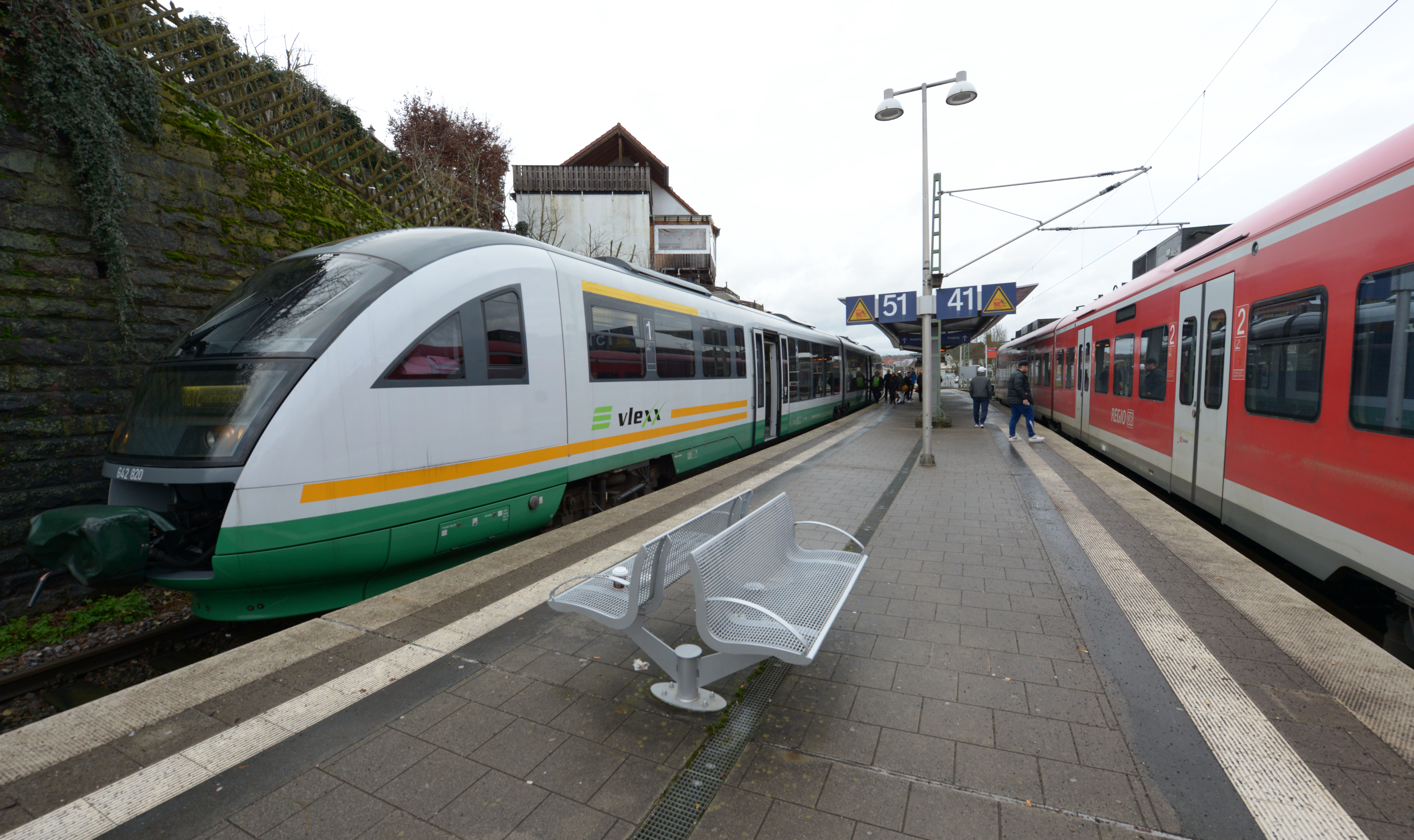
RB 72 Lebach – Saarbrücken in Illingen mit Anschluss zur RB 74 nach Homburg

Seit dem Fahrplanwechsel im Dezember 2019 werden die Nahverkehrsleistungen auf der Primstalbahn durch den Anbieter vlexx betrieben. Das Unternehmen hatte zuvor den Zuschlag für ein Los des Ausschreibungsnetz E-Netz Saar RB erhalten. Auf der RB 72 zwischen Lebach und Saarbrücken kommen Desiro Classic des Herstellers Siemens zum Einsatz, die zuvor für das Schwesterunternehmen Trilex in Sachsen im Einsatz waren. Der ursprünglich geplante Betrieb mit Elektrotriebzügen war nicht möglich, da der nötige Infrastrukturausbau nicht fristgerecht zur Verfügung stand. Der Anbieter vlexx hat auch den Betrieb der Linien RB 74 Illingen – Homburg und RB 76 Homburg – Wemmetsweiler – Saarbrücken übernommen. Auf diesen Linien sollten bereits zum Start neue Elektrotriebzüge vom Typ Talent 3 zum Einsatz kommen. Aufgrund von Lieferverzögerungen des Herstellers Bombardier wurden Triebzüge der Baureihe 426 und der Baureihe 425 eingesetzt.

## Bahnhöfe

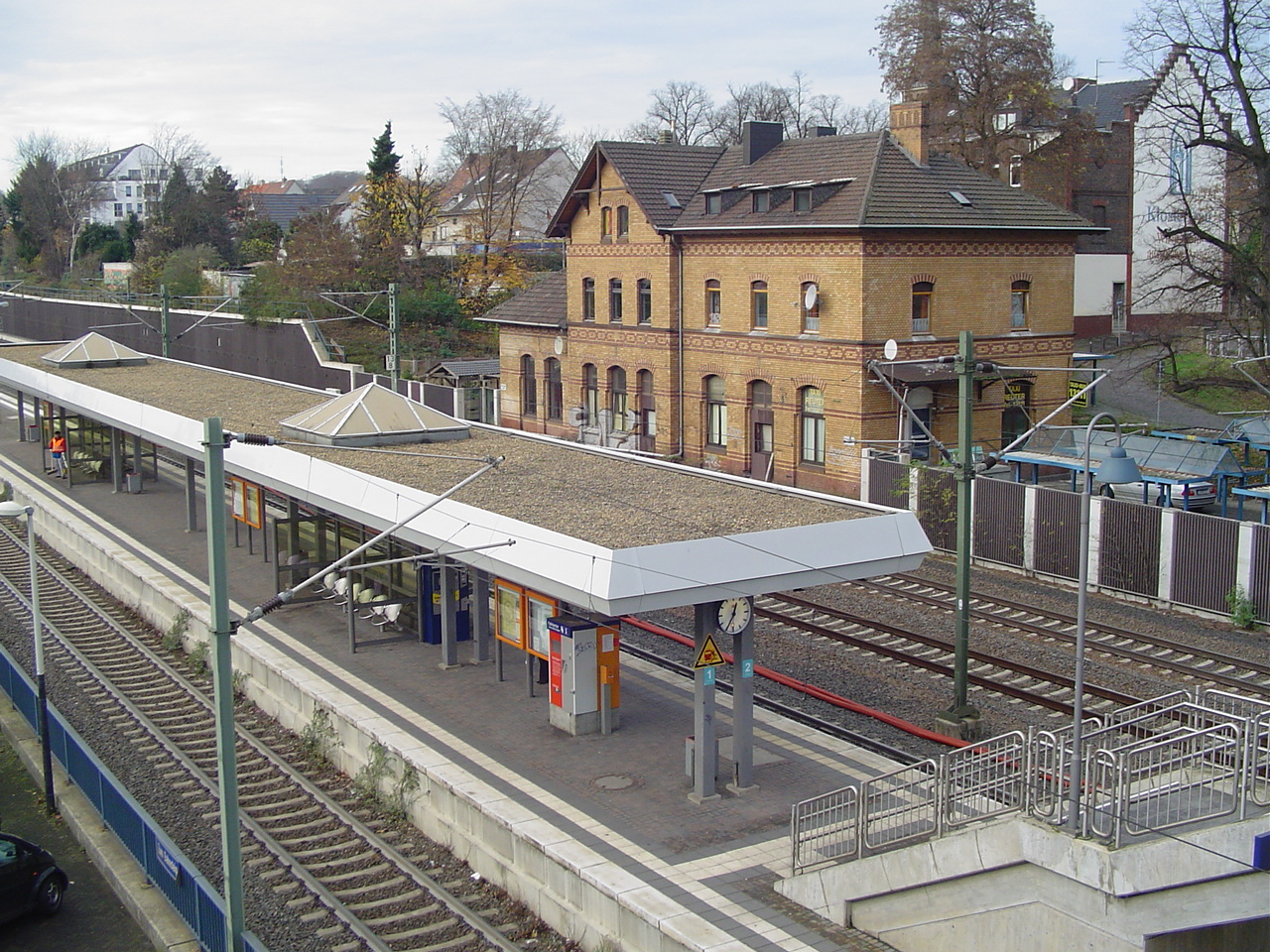
Vorlage der nordsaarländischen Bahnhöfe: S-Bahn-Haltepunkt Frechen-Königsdorf

Die Bahnhofsgebäude von Illingen, Dirmingen, Eppelborn, Lebach, Primsweiler, Schmelz, Büschfeld und Wadern – ebenso wie die Bahnhofsgebäude der Hochwaldbahn in Bierfeld und Sötern – wurden alle erst im Jahre 1900 erbaut und wiesen große Ähnlichkeit zueinander auf. Es gilt als sicher, dass die Gebäude zusammen geplant und errichtet wurden. Bei allen Gebäuden handelt es sich um unverputzte Ziegelrohbauten. Einzige Ausnahme ist der Bau in Primsweiler, der verputzt wurde. Alle Gebäude besitzen zwei Geschosse, einfach eingeschnittene Segmentbogenfenster und an den Ecken getreppte, kapitellartige Rücksprünge. Vorlage dieses Bautypus dürften die im Rheinischen gelegenen Bahnhöfe von Großkönigsdorf und der 1877 eingeweihte Bahnhof Schiefbahn gewesen sein.
Das Empfangsgebäude des Bahnhofs Wadern wurde 1896 bis 1897 erbaut. Durch die Führung der Strecke im Primstal wurde dieser nicht in Wadern, sondern in der Gemarkung Dagstuhl, etwa einen Kilometer südlich von Wadern, erbaut.
Das eigentliche Empfangsgebäude des heute unter Denkmalschutz stehenden Ensembles ist ein zweigeschossiger, vierachsiger Backsteinbau. Auf einem Bild, das vermutlich Anfang des 20. Jahrhunderts aufgenommen wurde, ist der Bahnhof noch als Ziegelrohbau zu sehen, heute ist er wie die übrigen Gebäude auch verputzt.

## Zukunft
Die durchgehende Elektrifizierung des Abschnittes Illingen – Lebach wird seit einigen Jahren angestrebt. Bereits in der Ausschreibung des „E-Netz Saar RB“ aus dem Jahr 2014 war sie für das Jahr 2021 vorgesehen. Es wurde bereits eine Systemwechselstelle vor dem Bahnhof Lebach installiert, die bei der geplanten Elektrifizierung zwischen Lebach und Illingen auf der Primstalbahn einen Betrieb mit der bahnüblichen Wechselspannung mit 15 Kilovolt ermöglicht. Mit ihren Zweisystemfahrzeugen kann die Saarbahn dann weiterhin nach Lebach-Jabach fahren und die Regionalbahnen können im Abschnitt Saarbrücken − Lebach-Jabach auf normale Elektrotriebzüge umgestellt werden. In Presseberichten vom Januar 2018 ist zu lesen, dass man die Bahnstrecke von Illingen nach Lebach nicht elektrifizieren möchte, da der Bund und die Deutsche Bahn das Vorhaben nicht mitfinanzieren wollen und das Saarland die rund 40 Millionen Euro nicht alleine stemmen könne. Im November 2018 wurde bekannt, dass das Saarland langfristig an der Elektrifizierung festhält.
Da sich die Elektrifizierung des Abschnittes Wemmetsweiler – Lebach-Jabach noch weiter verzögert, wurde Anfang 2019 ein Verhandlungsverfahren zum Betrieb der Linie RB 72 zwischen Saarbrücken Hbf und Lebach-Jabach mit Batterie-Oberleitungsfahrzeugen eröffnet. Der Verkehrsvertrag soll zum Fahrplanwechsel im Dezember 2021 starten und mindestens bis Dezember 2026 laufen. Der Vertrag soll eine fünfjährige und eine weitere dreijährige Verlängerungsoption enthalten. Eine Ladestation in Lebach-Jabach soll bereitgestellt werden. Steht diese nicht zur Verfügung sollen ersatzweise Dieseltriebzüge eingesetzt werden. Die vollständige Elektrifizierung der Strecke Saarbrücken – Lebach-Jabach wird vom Betreiber der Verbindung, der Vlexx GmbH, für Ende 2025 erwartet.
Im Rahmen der Neuaufstellung des Verkehrsentwicklungsplans für das Saarland wurden Untersuchungen des volkswirtschaftlichen Nutzens für die Reaktivierung des Schienenpersonennahverkehr in mehreren Abschnitten der Primstalbahn durchgeführt. Eine Variante mit einer Verbindung zwischen Saarlouis und Schmelz erreichte einen Kosten-Nutzen-Faktor von 3,6. Bei Verlängerung der Linie nach Wadern wurde ein Kosten-Nutzen-Faktor von 1,2 erreicht. Ebenso wurde eine Verbindung von Dillingen über Lebach und Neunkirchen nach Homburg untersucht, die einen Kosten-Nutzen-Faktor von 1,1 erreichte. Damit sind die Reaktivierungen förderfähig, wenn sich nach Fertigstellung der konkreten Planungen diese Ergebnisse verifizieren lassen. Mit der Vorstellung der Ergebnisse einer Machbarkeitsstudie zur Reaktivierung von fünf stillgelegten Bahnstrecken im Saarland auf der Landespressekonferenz, wurde Ende 2024 die Reaktivierung von vier Strecken angekündigt. Für die Primstalbahn wurde dabei das mit Abstand höchste Nutzen-Kosten-Verhältnis bestimmt. Geplant sei die Errichtung einer zweiten Ost-West-Achse durch Verbindung der Niedtalbahn mit die Primstalbahn über Neunkirchen bis Homburg. Bis erste Züge rollen könnten, soll es mindestens 10 Jahre dauern.